# Crista Flanagan
Crista Flanagan (Mount Vernon, Illinois, 24 de febrero de 1976) es una actriz de cine y televisión estadounidense. Flanagan es más conocida por ser miembro del reparto de cómicos de la popular serie de sketches MADtv, actualmente Crista se encuentra en su quinta temporada en MADtv, siendo esta la última de la serie llevando catorce en el aire.

## Biografía
Flanagan nació en Mount Vernon, Illinois. Recibió su BS en teatro en la University of Evansville.  Flanagan recibió un Máster de Bellas Artes en la University of California, Irvine, donde perfeccionó sus habilidades teatrales en obras como Fool for Love, The Time of our Life, Cat on a Hot Tin Roof, The Marriage of Figaro y Oklahoma!. Su extensa experiencia en teatro la llevó a desarrollar Flanagan's actuación en "solo" titulada But wait…I have Impressions!. Las apariciones televisivas más notables de Flanagan incluyen Mad Men en la que continúa en la actualidad (tercera temporada de esta referente serie estadounidense), Curb Your Enthusiasm, The Practice, ER, y un papel recurrente en You've Got a Friend. Se unió al equipo detrás de  Ask A Ninja para crear un vídeo podcast llamado Hope is Emo. Flanagan vive actualmente en Los Ángeles. Flanagan interpretó el papel de Hermione Granger en 2007 en la película, Epic Movie. Más tarde apareció como Betty la fea/Oráculo en Casi 300, y en Disaster Movie interpretó a Juney, una parodia de Juno y a Hannah Montana/Miley Cyrus.

## MADtv
Flanagan se unió oficialmente al reparto de "MADtv" en 2005 como actriz secundaria, en la décima temporada, luego se convirtió en una de las actrices principales a principios de la siguiente temporada. Los personajes a los que imitaba con más frecuencia eran Álex Hooser, Ellen Pompeo, Heidi Klum, Patricia Arquette (como Allison DuBois de Medium), Natalie Maines de las Dixie Chicks, y Miley Cyrus (de ella misma y de Hannah Montana del Disney Channel programa del mismo nombre).
En "Jazzed for Crafts" uno de sus sketches, como Epic Movie está siendo reproducida en la televisión, el personaje que interpreta, Denise, dice "Me encanta Epic Movie, especialmente esa chica que interpreta a Hermione", está hablando de ella misma, dado que Crista interpretó a Hermione en Epic Movie.
A día de hoy, marzo de 2009, Flanagan sigue siendo una de las principales intérpretes, llevando 5 temporadas ininterrumpidas (incluyendo la actual,14) en MADtv.

### Personajes
- Christie (QVC: Quacker Factory)
- Denise (Jazzed for Crafts)
- Luann Lockhart, Stand-Up Comedían
- Nippy (Clownin' and Krumpin')
- Sally (Sesame Street)
- Wendy Walker (3 Minute Meal)

### Impresiones
- Álex Hooser
- America Ferrera
- Angela Cartwright
- Aaron Carter
- Becky Johnston (Buckwild de Flavor of Love)
- Cheryl Hines
- Elliot Page (como su personaje Juno)
- Ellen Pompeo
- Emilie de Ravin
- Geri Jewell
- Gilbert Gottfried
- Hayden Panettiere (como Claire Bennet)
- Heidi Klum
- Judy Reyes
- Khloe Kardashian
- Lindsay Lohan
- Lo Bosworth
- Lynne Spears
- Mary Murphy
- Meg Griffin
- Meredith Vieira
- Michelle Ryan
- Miley Cyrus / Hannah Montana
- Natalie Horler suelto en una parodia de Cascada Everytime We Touch
- Natalie Maines
- Patricia Arquette
- Scarlett Johansen
- Rachel McAdams
- Tom Cruise
- Toni Basil
- Tracy Hutson
- Vanna White
- Vanessa Hudgens
- Vivian Vance (como Ethel Mertz de I Love Lucy)
- Whitney Port

## Hope is Emo
Crista interpreta al personaje principal (y único) de Hope is Emo, una comedia de internet (podcast) que cuenta la vida y lucha de una chica emo llamada Hope. La serie fue creada por Crista y el equipo de Ask a Ninja en Beatbox Giant Productions, cuya popularidad con Ask a Ninja ha sido fenomenal.

## Frases célebres
- "Recientemente rompí con mi novio, pero no importa porque me pegaba! Fui a una fiesta y me dijo, 'Buajj, me pareció que te había olido.'" - Luann Lockhart, Comediante
- "DANGIT!" - Peggy Partain, campeona de patinaje
- "Suelo ir al parque todos los días, porque la naturaleza no me juzga."- Hope (Hope Is Emo)
- "Vaya, el pastel de frutas, puajj! Pero no le digas eso a mi abuela." - Luann Lockhart, comediante
- "Cierra tu boca de sexo sin proteger!" - Grandma Noni
- "Just stop that ticking!" - Wendy Walker, Three Minute Meals
- "De acuerdo, comencemos este plato de tres minutos!" -Wendy Walker, Three Minute Meals
- "Podrías parar ese reloj mientras busco mi dedo?!" -Wendy Walker, Three Minute Meals
- "That's the Krump little g, welcome to life! -Nippy, Hype Jingleberries

Naturalmente las frases (las que se han traducido) son dichas en inglés.                      

## Apariciones televisivas
- Mad Men (2007- presente) como Lois Sadler.
- MADtv (2005- presente) de varios personajes.
- Curb Your Enthusiasm (2005) como la enfermera de Mrs. Seiderman's.
- The Practice (2003) como Marcia
- ER (2003) de Pam
- Talk Show with Spike Feresten (2009) entrevistada por Spike.
- Big Time Rush (2011) invitada, Productora Kennedy.

## Filmografía
- Epic Movie (2007) como Hermione Granger.
- Meet the Spartans (2008) como Ugly Betty/Oráculo y mujer Espartana.
- Disaster Movie (2008) como Hannah Montana y Juney.